# Реджепов, Розы Акмаммедович
Розы́ Акмаммедович Редже́пов (туркм. Rozi Akmämmedowiç Rejepow, р.28 сентября 1969) — туркменский борец греко-римского стиля, многократный чемпион Туркмении. Заслуженный тренер Туркмении по греко-римской борьбе.

## Биография
Родился в 1969 году в городе Иолотань.
В 1995 году стал обладателем бронзовой медали чемпионата Азии. В 1996 году завоевал серебряную медаль чемпионата Азии и был первым знаменосцем туркменской сборной на торжественной церемонии открытия летних Олимпийских игр в Атланте, где, однако, смог занять лишь 12-е место. В 1997 году завоевал серебряную медаль Западноазиатских игр. В 1999 году стал бронзовым призёром Центральноазиатских игр.

## Государственные награды
В 1996 году получил медаль «За Любовь к Отечеству». В 2016 году получил юбилейную медаль в честь 25-летия Независимой Туркмении. В 2017 году получил звание заслуженного тренера Туркмении, и так же получил медаль.